# Neoscorpis
Neoscorpis is een monotypisch geslacht van straalvinnige vissen uit de familie van loodsbaarzen (Kyphosidae). Het geslacht is voor het eerst wetenschappelijk beschreven in 1931 door Smith.

## Soort
- Neoscorpis lithophilus Gilchrist & Thompson, 1908